# Юровский, Александр Яковлевич (контр-адмирал)
Алекса́ндр Я́ковлевич Юро́вский  (24 ноября (7 декабря) 1904 года, Батум, Батумская область, Российская империя — 5 мая 1986, Ленинград, СССР) — советский военно-морской деятель, инженер-контр-адмирал.

## Биография
Родился 7 декабря 1904 года в Батуми в семье Якова Юровского — непосредственного руководителя расстрела семьи Николая II.
С 1923 года служил на Рабоче-Крестьянском Красном Флоте.
Окончил рабфак Московского механико-электротехнического института (10.1920—10.1923), Военно-морское училище им. М. В. Фрунзе (10.1923—10.1926), арт. класс Спецкурсов комсостава ВМС РККА (09.1928—10.1929), арт. группу факультета военно-морского оружия Военно-морской академии им. К.Е. Ворошилова (12.1931—04.1935).
С октября 1926 Помощник вахтенного начальника, в ноябре 1927 командир роты, затем вахтенный начальник (до сентября 1928), с октября 1929 начальник службы противоминного оружия, с июня 1930 по декабрь 1931 помощник старшего артиллериста на ЛК «Парижская Коммуна» МСБМ, МСЧМ. С июня 1935 военпред, старший военпред Управления вооружения и снабжения боеприпасами на заводе «Большевик», с августа 1939 по июнь 1941 уполномоченный КПА Артуправления ВМФ в Ленинграде, одновременно в марте-августе 1939 зам. начальника НИМАП.
В годы Великой Отечественной войны в июле 1941 года Юровский выполнял особое задание по установке морских артсистем на подступах к Москве в районе Вязьмы и Ржева, где под его руководством было установлено 30 стационарных артсистем, смонтированных в полевых условиях. Начальник 2 отдела (июнь 1941—февраль 1942), зам. начальника АУ по ремонту и эксплуатации матчасти и по снабжению (март 1942—июль 1943), по опытным образцам вооружения и валовым заказам (июль 1943—август 1944), по ремонту и эксплуатации матчасти и по снабжению с августа 1944.
Принимал участие в обороне осаждённого Ленинграда — по поручению Ставки Верховного Главнокомандующего руководил установкой пушек крупного калибра на кораблях Балтийского флота, внесших существенный вклад в оборону осаждённого города. После окончания войны оставался в прежней должности до марта 1952 года. В период с марта по июнь 1948 года — исполняющий обязанности начальника АУ ВМФ. Районный инженер КПА Главного Артуправления ВМС (март—май 1952).
В мае 1952 года был арестован и заключён в СИЗО Бутырской тюрьмы в Москве. В марте 1953 года после смерти Сталина освобождён и уволен в отставку по болезни. С июня 1952 считался в запасе, а с августа 1953 года в отставке.
Похоронен на Большеохтинском кладбище.

## Семья
Отец — Юровский, Яков Михайлович (1878—1938) — революционер, чекист, один из главных участников расстрела бывшего российского императора Николая II и его семьи в Екатеринбурге.
Дети: два сына — Евгений (род. 1927) и Владислав (1929 - 27.08.2015), дочь Татьяна (род. 1944).

## Воинские звания
- Инженер-контр-адмирал (05.11.1944);
- Контр-адмирал-инженер в отставке (18.11.1971);
- Контр-адмирал в отставке (26.04.1984).

## Награды
- Орден Ленина (1949);
- Орден Красного Знамени (1944) [6];
- Орден Красного Знамени (1953);
- Орден Отечественной войны I степени (1945)[7];
- Орден Отечественной войны I степени (1985);
- Орден Красной Звезды (1942) [8];
- Орден Красной Звезды (1944);
- Медаль «За оборону Москвы» [9];
- Медаль «За оборону Ленинграда» [10];
- Медаль «За победу над Германией в Великой Отечественной войне 1941—1945 гг.» (1945);
- и другие медали.
- Именное оружие [10][11].

## Сочинения
- Из комсомола на флот // Краснофлотец. 1947. № 8. С. 8, 9;
- Всегда помнить о священном долге // Страж Балтики. 22.4.1981;
- Счастьем было слышать вождя // Сов. моряк. 22.4.1981;
- Штурмовая молодость // Революционный держите шаг. Воспоминания ветеранов комсомола. Вып. 10. М., 1984. С. 227-233.